# Canned Laughter
Canned Laughter è una sitcom del 1979 della ITV ove dà la sua partecipazione Robert Box, impersonato da Rowan Atkinson, personaggio molto simile a Mr. Bean, che interpreterà successivamente durante la sua carriera.